# Ben Okri

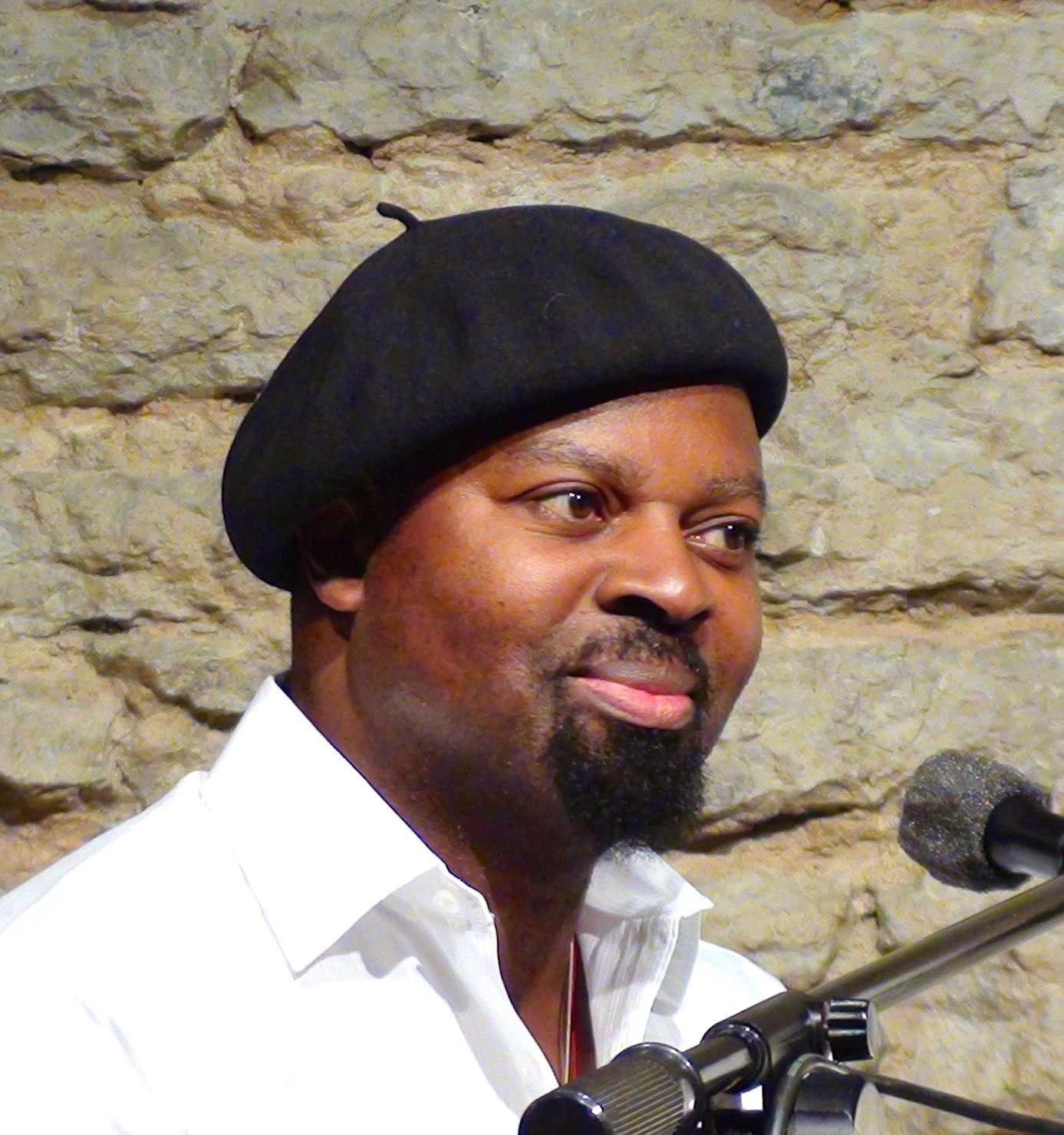
Ben Okri i Tallinn 2014

Ben Okri, född 15 mars 1959 i Minna, är en nigeriansk författare. 
Okris far studerade till jurist i England, och Okri återvände till Nigeria först när han var tio år gammal. När han inte antogs till universitetet började han skriva och 1976 fick han sin första artikel publicerad. När han var nitton år återvände han till England för att studera vid University of Essex, men tvingades avbryta studierna efter två år på grund av brist på pengar.
1980 utkom hans första roman "Flowers and shadows". Den andra, "The landscapes within" utkom 1981. Hans tredje roman, "The famished road" väckte stor uppmärksamhet och belönades med Bookerpriset 1991. I "Dangerous love" från 1996 beskriver han slummen i megastaden Lagos.